# Trnje
För andra betydelser, se Trnje (olika betydelser).
Trnje är en stadsdel i Zagreb i Kroatien. Stadsdelen har 42 126 invånare (2011) och en yta på 7,37 km2.

## Geografi
Trnje ligger strax söder om Zagrebs stadskärna. I norr avgränsas stadsdelen från Donji grad av järnvägsspåret och i söder utgör Sava en naturlig avgränsning till Novi Zagreb-istok och Novi Zagreb-zapad. I väster gränsar Trnje till Trešnjevka-sjever och Trešnjevka-jug, i öster till Peščenica-Žitnjak. 
Stadsdelen ligger i låglänt terräng vid Savas norra strand. Förr i tiden, innan staden låtit resa vallar mot Sava, var området där stadsdelen ligger utsatt för översvämningar. Idag är stadsdelen till största del urbaniserad.

## Historia
Arkeologiska fyndigheter, däribland en förhistorisk yxa och båtvrak, en avarisk-slavisk gravplats samt en grav från den romerska tiden, tyder på att området länge varit befolkat. 
I Bela IV gyllene bulla från 1242 omnämns Trnje för första gången. I den framgår att området i dåtida Zagrebs utkanter tillhörde Gradec. Under 1600-talet beboddes Trnje av livegna som löd under greve Oršić och senare greven Kulmer. 1801 hade Trnje 112 invånare fördelade på åtta hus.
Först under 1900-talet kom området att expandera och få den urbana prägel som den har idag.  

## Byggnader och anläggningar (urval)
- Eurotower
- National- och universitetsbiblioteket i Zagreb
- Vatroslav Lisinskis konserthus
- Zagrebtower

## Lista över lokalnämnder
I Trnje finns 13 lokalnämnder (mjesni odbori) som var och en styr över ett mindre område;
- Cvjetnica
- Cvjetno naselje
- Kanal
- "Marin Držić"
- Martinovka
- Miramare
- Savski kuti
- Sigečica
- Staro Trnje
- Trnjanska Savica
- Trnje
- Veslačko naselje
- Vrbik

### Fotnoter
1. ↑  ”Census of Population, Households and Dwellings 2011, First Results by Settlements” (på engelska och kroatiska) ( PDF). Kroatiska statistiska centralbyrån. Arkiverad från originalet den 19 augusti 2014. https://web.archive.org/web/20140819030849/http://www.dzs.hr/Hrv_Eng/publication/2011/SI-1441.pdf. Läst 9 april 2013.
2. 1 2  Zagreb.hr – Zagrebs officiella webbplats (kroatiska)
3. ↑  Zagreb.hr – Zagrebs officiella webbplats (kroatiska)
4. ↑  Zagreb.hr – Zagrebs officiella webbplats (kroatiska)